# Фомина, Галина Александровна
Галина Александровна Фомина (укр. Галина Олександрівна Фоміна, Махачкала, Дагестанская АССР, РСФСР, СССР — 4 июля 1998) — советский, российский и украинский художник кино, художник по костюмам. Заслуженный работник культуры Украинской ССР.

## Биография
Родилась 13 ноября 1933 года в городе Махачкале Дагестанской АССР. В 1956 году окончила Московский текстильный институт. Работала на Киевской киностудии им. О. П. Довженко. Умерла 4 июля 1998 года.

## Фильмография
Участвовала в создании лент:
- «Ошибка Оноре де Бальзака» (1968, ассистент худ. по костюмам Екатерина Гаккебуш)
- «Улица тринадцати тополей» (1969)
- «Умеете ли вы жить?» (1970)
- «Человек в проходном дворе» (1972)
- «Заячий заповедник» (1973)
- «Белый башлык» (1974)
- «Небо-земля-небо» (1975)
- «Не плачь, девчонка» (1976)
- «Тачанка с юга» (1977)
- «Мятежный «Орионъ»» (1978 )
- «Смотрины» (1979 )
- «Черная курица, или Подземные жители» (1980, в соавт. с Д. Селецкой; режиссёр Виктор Гресь)
- «Ночь коротка» (1981)
- «Свидание» (1982)
- «Не было бы счастья…» (1983)
- «Миргород и его обитатели» (1983, режиссёр Михаил Ильенко)
- «Как молоды мы были» (1985)
- «Генеральная репетиция» (1988)
- «Новые приключения янки при дворе короля Артура» (1988, режиссёр В. Гресь) и др.